# Johann Tobias Krebs (Musiker)
Johann Tobias Krebs  (* 7. Juli 1690 in Heichelheim; † 11. Februar 1762 in Buttstädt) war ein deutscher Organist, Komponist und Kantor.

## Leben
Johann Tobias Krebs war Schüler von Johann Gottfried Walther und Johann Sebastian Bach. Sein Sohn war der Komponist Johann Ludwig Krebs.

## Werk
Es gibt die These, dass er die früher Johann Sebastian Bach zugeschriebenen Acht kleinen Präludien und Fugen (BWV 553–560) komponiert hat.